# Marcin Żórawski
Marcin Żórawski herbu Trzaska – podstoli płocki, marszałek konfederacji województwa płockiego w konfederacji radomskiej 1767 roku.